# La Fille à la culotte d'or
Pour plus de détails, voir Fiche technique et Distribution.
La Fille à la culotte d'or (La muchacha de las bragas de oro) est un film dramatique hispano-vénézuélien réalisé par Vicente Aranda et sorti en 1980.
Le film est une adaptation du roman du même titre de l'auteur catalan Juan Marsé.
La Fille à la culotte d'or explore la nature versatile d'un ancien falangiste qui symbolise l'Espagne face à son passé sous le régime franquiste. Le film, une coproduction entre l'Espagne et le Venezuela, fait preuve d'une désinhibition sexuelle qui était interdite dans les films espagnols réalisés avant 1975. Le film a été tourné à Sitges et à Barcelone.

## Synopsis
Été 1976. Luis Forest (Lautaro Murúa) est un écrivain au passé politique falangiste, qui vit isolé à Sitges, un village de la côte catalane, écrivant ses mémoires (en fait les réécrivant et adaptant sa biographie aux temps nouveaux), et pensant à son mariage raté. Sa sœur (Hilda Vera) s'inquiète pour lui et décide d'envoyer sa fille Mariana (Victoria Abril) prendre de ses nouvelles. Mariana arrive en ville et ébranle le monde stable de Luis avec sa personnalité libre et désinhibée. Bientôt commence un jeu de séduction qui finit par démasquer le jeu intellectuel de Luis.

## Fiche technique
- Titre français : La Fille à la culotte d'or[2],[3]
- Titre original espagnol : La muchacha de las bragas de oro[4]
- Réalisation : Vicente Aranda
- Scénario : Santiago San Miguel, Mauricio Walerstein, Vicente Aranda d'après un roman homonyme de Juan Marsé
- Photographie : José Luis Alcaine
- Montage : Alberto Torija
- Musique : Manel Camp
- Décors : Josep Rosell
- Société de production : Films Zodiaco Prozesa, Morgana Films, Proa Cinematográfica
- Pays de production :  Venezuela -  Espagne
- Langue originale : espagnol
- Format : couleurs par Eastmancolor - Son mono - 35 mm
- Durée : 105 minutes
- Genre : Drame
- Dates de sortie :
  - Espagne : 28 mars 1980

## Distribution
- Lautaro Murúa : Luis Forest
- Pep Munné : Luis Forest jeune
- Victoria Abril : Mariana
- Hilda Vera (es) : Mari, la mère de Mariana
- Raquel Evans : Mari jeune
- Perla Vonasek : Elmyr
- José María Lana : José María Tey
- Isabel Mestres : Soledad
- Consuelo de Nieva (es) : Tecla
- Palmiro Aranda : médecin de la ville
- Carlos Lucena : jardinier
- David Durán : David
- Mercé Sans : Luis Foresten arreba